# 動物の愛護及び管理に関する法律
動物の愛護及び管理に関する法律（どうぶつのあいごおよびかんりにかんするほうりつ、昭和48年法律第105号）は、動物の虐待等の防止に関する法律である。略称は動物愛護管理法、一般では動物愛護法とする場合が有る。

## 主務官庁
- 環境省自然環境局総務課動物愛護管理室[1][2]

## 概要
この法律が目的としているところは、動物虐待等の禁止により「生命尊重、友愛及び平和の情操の涵養に資する」こと（動物愛護）、動物の管理指針を定め「動物による人の命、身体及び財産に対する侵害を防止する」こと（動物管理）、となっている。
1973年（昭和48年）、それまで動物虐待を処罰する法律が軽犯罪法しかなかったのを憂いた衆参両院議員による議員立法で制定され、同じく議員立法で1999年、2005年、2013年の改正が行われた。当初「動物の保護及び管理に関する法律」として制定されたが、1999年（平成11年）12月の法改正により現行の題名に改められると共に、動物取扱業規制や飼い主責任徹底などが新たに盛り込まれた。
2005年（平成17年）6月の改正で、施行後5年を目安に検討することを定めた（平成17年法律第68号附則9条）。2013年（平成25年）の改正法では、飼い主やペット業者の責任や義務が強化され、実物を見せないまま販売する事は禁止され、飼い主はペットが死ぬまで飼い続ける責務がある事などが盛り込まれた。
2019年（令和元年）に成立した改正法では、大幅な罰則強化などが行われ、犬や猫に所有者の情報を記録したマイクロチップ装着を義務付ける事、生後56日以内の犬や猫の販売禁止、殺傷した時の懲役を2年以下から5年以下へ、罰金を200万円から500万円に拡大させた。2020年（令和2年）以降3段階で施行が行われ、2022年6月1日に改正法全体が施行された。2025年6月1日には、他の刑法と同様に懲役から拘禁刑とする改正が施行された。

## 構成
- 第1章 総則（第1条 - 第4条）
- 第2章 基本指針等（第5条・第6条）
- 第3章 動物の適正な取扱い
  - 第1節 総則（第7条 - 第9条）
  - 第2節 第一種動物取扱業者（第10条 - 第24条の2）
  - 第3節 第二種動物取扱業者（第24条の2の2 - 第24条の4）
  - 第4節 周辺の生活環境の保全等に係る措置（第25条）
  - 第5節 動物による人の生命等に対する侵害を防止するための措置（第25条の2 - 第34条）
- 第4章 都道府県等の措置等（第35条 - 第37条）
- 第4章の2　動物愛護管理センター等（第37条の2 - 第39条）
- 第4章の3　犬及び猫の登録（第39条の2 - 第39条の26）
- 第5章 雑則（第40条 - 第43条）
- 第6章 罰則（第44条 - 第50条）
- 附則

## 要旨
- 動物の所有者又は占有者の責務等
- 動物販売業者の責務・規制
- 多数の動物の飼養又は保管に起因して周辺の生活環境が損なわれている事態として環境省令で定める事態に対する処置
- 特定動物の飼養又は保管の許可
- 動物愛護担当職員
- 犬及び猫等の管理
- 動物愛護推進員

愛護動物
- 牛、馬、豚、めん羊、やぎ、犬、猫、いえうさぎ、鶏、いえばと及びあひる
- 人が占有している動物で哺乳類、鳥類又は爬虫類に属するもの

特に牛、馬、豚、めん羊、やぎ、犬、猫、いえうさぎ、鶏、いえばと、あひるの11種については「人間社会に高度に順応した動物」という観点からであり、法律上の扱いでは「特定人物の占有下にあるか否か」は問われない。一方で、明らかに人が占有している動物であっても両生類以下の脊椎動物並びに無脊椎動物には本法の適用はされず、例えば飼育していた熱帯魚などを第三者により故意に殺傷されても器物損壊罪が成立しうるにとどまる。
特定動物
人の生命、身体又は財産に害を加えるおそれがある動物として政令が定める動物である。特定動物の飼養または保管を行おうとする者は、設備やその他の基準（マイクロチップの埋込み・抗血清の準備等）を設け、飼養する動物の個体ごとに、飼養区域の都道府県知事の許可を受けなければならない。
外来生物法との関係
外来生物法における動物である特定外来生物の防除については、本法を尊重する形で、その殺処分はできる限りその動物に苦痛を与えない方法によりするものとし、また外来生物法に基づく飼養許可を受けた者に飼養を依頼する事がある。

## 2013年の改正法
2013年（平成25年）9月1日施行法の、主なポイントは下記。
終生飼養の徹底
- 動物所有者の責務として、動物がその命を終えるまで適切に飼養することが明記
- 動物取扱業者の責務に、販売が困難になった動物の終生飼養確保を明記
- 都道府県等は、終生飼養に反する理由での引き取りを拒否できるように

動物取扱業者による適切な取り扱いの推進
- 「動物取扱業」は「第一種動物取扱業」に改称
- 第一種動物取扱業者（犬猫等）は、健康安全計画の策定、個体ごとの帳簿作成管理、毎年1回所有状況報告を義務付け
- 第一種動物取扱業者（哺乳類鳥類爬虫類）は、購入者に現物確認と対面説明を義務付け
- 幼齢（生後49日齢以内）の犬猫の販売制限
- 一定数以上の動物を非営利（譲渡・展示等）で扱う飼育施設を有する者は、第二種動物取扱業者として、保健所等への届出の義務付け

罰則の強化
- 愛護動物の殺傷 - 1年以下の懲役又は100万円以下の罰金　→　2年以下の懲役又は200万円以下の罰金　→　5年以下の懲役又は500万円以下の罰金
- 愛護動物の虐待・遺棄 - 50万円以下の罰金　→　100万円以下の罰金　→　1年以下の懲役又は100万円以下の罰金
- 無登録で第一種動物取扱業を営んだ者 - 30万円以下の罰金　→　100万円以下の罰金

## 2019年成立の改正法
2019年に成立した改正法の主な改正点は下記の通り。前述の通り3段階に分けて施行され、それぞれ 2020年（令和2年）6月1日、2021年（令和3年）6月1日、そして2022年（令和4年）6月1日に実施された。
マイクロチップ装着義務化
- 犬や猫のブリーダーなど繁殖業者に装着を義務付け
  - 一般の飼い主は努力義務
  - 2022年6月1日施行。

動物虐待罪を厳罰化
- ペットの殺傷に対する罰則 - 2年以下の懲役または200万円以下の罰金　→　5年以下の懲役または500万円以下の罰金
  - 2020年6月1日施行。

生後56日齢以内の犬猫の販売を禁止
- 天然記念物に指定されている日本犬は、繁殖業者が一般の飼い主に直接販売する場合に限り、規制の対象外。
- 2021年6月1日施行。

なお動物虐待罪厳罰化を含む改正法の一部が施行された2020年だが、同年12月12日、埼玉県川口市で散歩中の小型犬が蹴飛ばされ、即死するという事件が発生した。現場は川口市の河川敷で、近隣住民にとっては憩いの場所だという。近所に住む70代の男性が、小型犬のパピヨン（メス）を散歩させていたところ、ランニングをしていた47歳の男が、突然パピヨンを蹴りあげた。パピヨンのリードは、離れた状態だった。男はそのまま現場から立ち去り、飼い主の男性はすぐ病院へ連れていったが、小型犬は首の骨を骨折し耳から血を流す状態で即死した。近隣住民によると、｢自宅にいたところ、犬の異常な鳴き声が聞こえた。キャンキャンキャンと通常聞くような鳴き声では無かった｣など、異常な鳴き声だったという。なお埼玉県警はその後の捜査でこの男を動物愛護法違反の疑いで逮捕した。同年6月1日に厳罰化されて以降、埼玉県では初めてだという。
裁判はさいたま地方裁判所で行われ、男は「犬に気が付かず足にぶつかってしまっただけ」などと無罪を主張していたが、「ボールを蹴るような感じで蹴っていた」などの証言や現場の状況から、北村和裁判長は「無慈悲といえる犯行で非難に値する」と指摘し、男に対し求刑通り罰金20万円の判決を言い渡した。